# Исаев, Ариф Айдын оглы
Ариф Айдын оглы Исаев (азерб. Arif Aydın oğlu İsayev; род. 28 июля 1985, Баку) — азербайджанский футболист, полузащитник. Выступал в национальной сборной Азербайджана.

## Клубная карьера
Карьеру футболиста начал в 2003 году с выступления в клубе «Хазар» (Сумгаит). Затем перешёл в клуб «Гёйчя».
Защищал также цвета клубов «Гянджларбирлийи» (Сумгаит), «Интер» (Баку), «Мугань» (Сальяны), «Стандард» (Сумгаит) и «Симург» (Закаталы).

## Сборная Азербайджана
Дебютировал в составе национальной сборной страны 7 июня 2011 года в отборочном матче чемпионата Европы по футболу 2012 между сборными Азербайджана и Германии.